# كينيث جاي هودسون
كينيث جاي هودسون (بالإنجليزية: Kenneth J. Hodson)‏ هو محامي أمريكي، ولد في 27 أبريل 1913 في كانساس في الولايات المتحدة، وتوفي في 11 نوفمبر 1995 في واشنطن العاصمة في الولايات المتحدة.